# Satrikh
Satrikh är en ort i Indien.   Den ligger i distriktet Bāra Banki och delstaten Uttar Pradesh, i den centrala delen av landet, 400 km sydost om huvudstaden New Delhi. Satrikh ligger 119 meter över havet och antalet invånare är 11 023.
Terrängen runt Satrikh är mycket platt. Runt Satrikh är det tätbefolkat, med 591 invånare per kvadratkilometer. Närmaste större samhälle är Nawabganj, 7,9 km norr om Satrikh. Trakten runt Satrikh består till största delen av jordbruksmark.